# Operagebouw van Kopenhagen

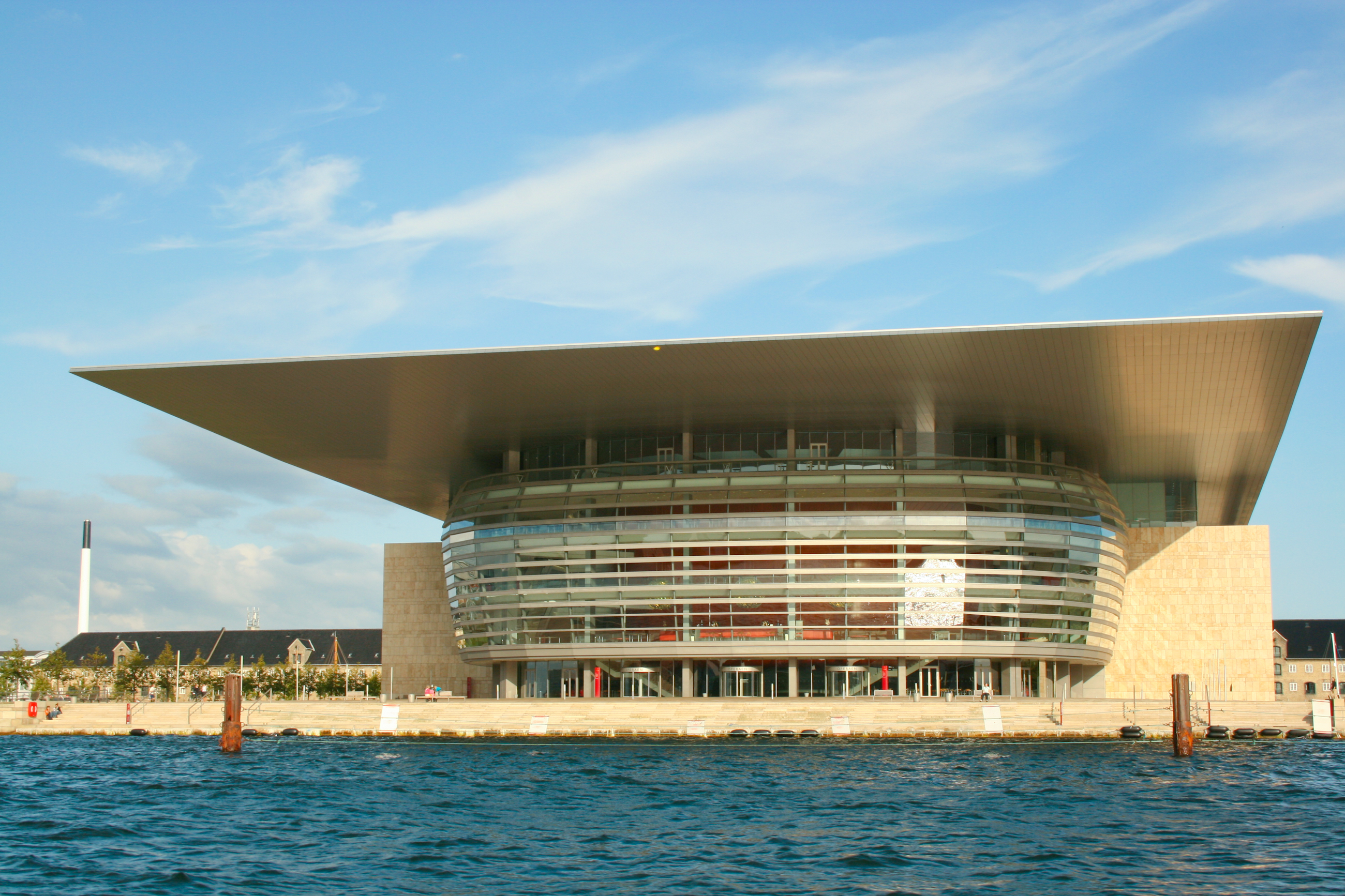
Operagebouw Kopenhagen

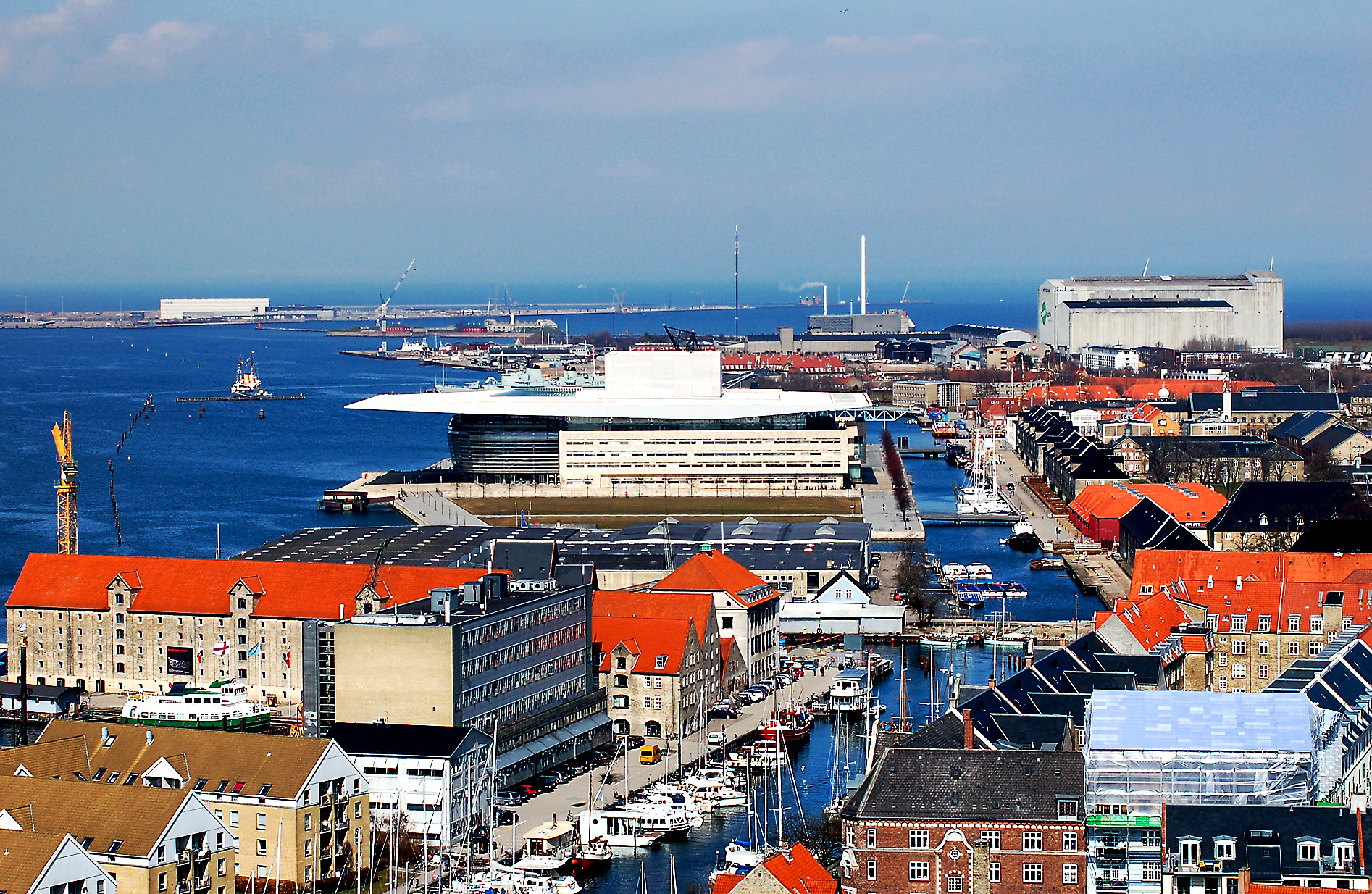
Omringd door water

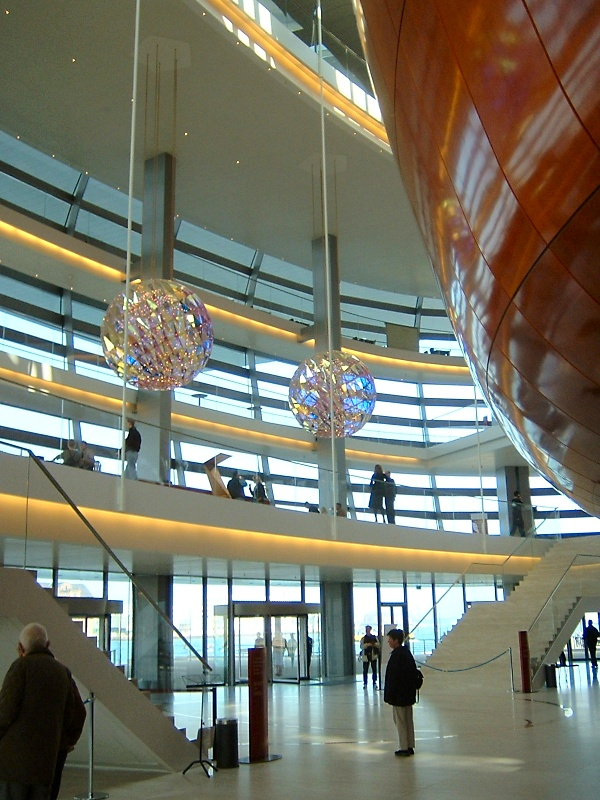
Interieur van het operagebouw

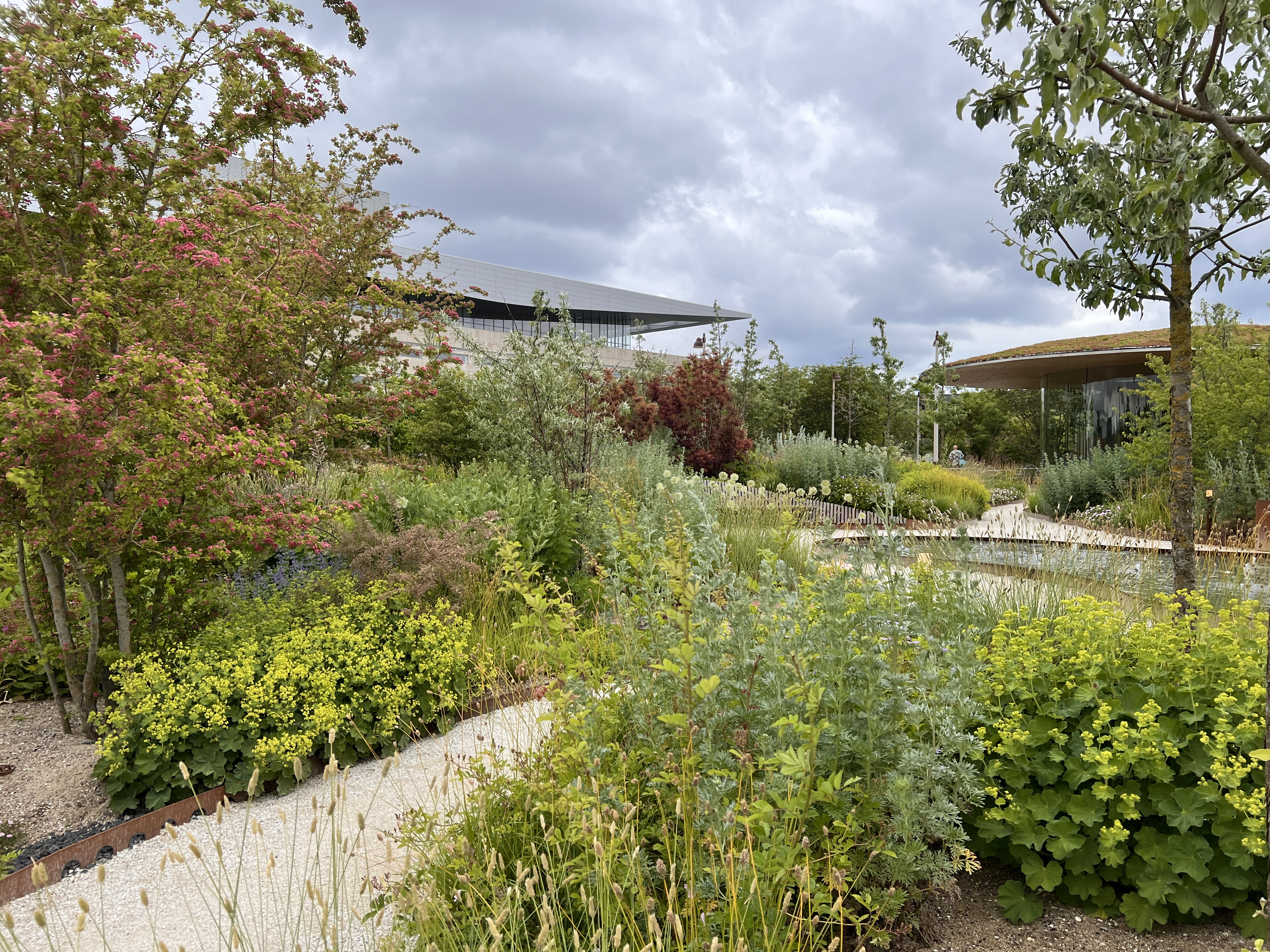
Het gebouw vanuit het park gezien

Het Operagebouw van Kopenhagen (Deens: Operaen på Holmen) is het nationale operagebouw van Denemarken. Het is ontworpen door Henning Larsen.
Een kleine halve eeuw nadat de Deen Jørn Utzon het Sydney Opera House, een van de bekendste operagebouwen ter wereld, had ontworpen, kreeg ook de Deense hoofdstad Kopenhagen een modern operagebouw. Het is bijna volledig omgeven door water, net als de opera van Sydney.
Op 15 januari 2005, na een bouwperiode van iets meer dan drie jaar, werd het gebouw met een galaconcert in gebruik genomen, in aanwezigheid van koningin Margrethe II.

## Opdrachtgever en architect
Een van de merkwaardige aspecten van dit operagebouw is dat het volledig met privégeld gebouwd werd, namelijk met het geld van Arnold Mærsk Mc-Kinney Møller (1913-2012), een gepensioneerde reder, zoon van de grondlegger van de A.P. Møller-Mærsk Group en naar verluidt de rijkste persoon van Denemarken. De kostprijs bedroeg 335 miljoen euro.
De opdrachtgever stak zijn voorkeuren in verband met architectuur en muziek nooit onder stoelen of banken:
- Toen hij de publieksruimten, tegen het advies van ontwerper Henning Larsen, met bladgoud liet versieren, leidde dit tot een breuk met Larsen. Deze distantieerde zich van zijn ontwerp en betreurde het mislukken van het compromis dat hij voorheen met de opdrachtgever gevonden meende te hebben.
- Toen de intendant als eerste operaproductie Elektra van Richard Strauss gekozen had, dwong de opdrachtgever hem deze keuze te veranderen in de meer traditioneel-romantische opera Aida van Verdi.

De stichting die onder leiding van Mærsk Mc-Kinney Møller het gebouw liet neerzetten, heeft het gebouw geschonken aan de stad Kopenhagen. Het operagebouw is, eveneens volgens de wens van de opdrachtgever, naar koningin Margrethe II genoemd.

## Ligging
Vooral de naar de vaargeul gerichte gevel – die op het paleis Amalienborg aan de overzijde uitkijkt – trekt de aandacht. Allereerst is er het in een breed uitgemeten luifel overkragende dak. Daaronder bevindt zich de gebogen en volledig beglaasde gevel van de foyer. Deze heeft een hoogte van vier verdiepingen, dus ongeveer 12 meter.
Binnen zijn er veertien verdiepingen, waarvan vijf ondergronds. Het gebouw beslaat een oppervlakte van 41.000 m². Er zijn meer dan 1000 kamers, waaronder veel repetitieruimtes voor zang, dans en muziek. De grote zaal biedt ruimte aan 1492 tot maximaal 1703 gasten, afhankelijk van de omvang van het orkest.
De opera is gelegen op Holmen, een rij eilanden waar voorheen de marine gestationeerd was. Deze locatie kreeg kritiek vanuit de media, omdat ze moeilijk te bereiken is vanuit de binnenstad. Er is wel een waterbusverbinding.
Tot de eerste grote producties in het gebouw behoorde Der Ring des Nibelungen van Wagner in de regie van Kasper Bech Holten met als dirigent Michael Schønwandt.

## Operapark
Naast het operagebouw is een ondergrondse parkeergarage voor 300 voertuigen gebouwd. Op het dak hiervan is een park aangelegd, een schenking van de familie Moller, en dit werd in 2023 opgeleverd. Het park heeft een oppervlakte van 21.500 m² en in het midden ligt een klein restaurant.

## Trivia
- Tussen 2013 en 2022 werd het operagebouw vijfmaal gebruikt als springplank voor de Red Bull Cliff Diving World Series.[3]